# パラサイトブラッド
『パラサイトブラッド』は、2010年7月17日にグループSNEより発売された「ハイパー変身ヒーローRPG」（TRPG）である。著者は北沢慶。タイトルこそ変わっているが、同社が2007年7月に発売したタイトルデモンパラサイトの実質的な2ndエディションである。

## 概要
※基本となる設定・解説は旧版であるデモンパラサイトの項目を参照。
デモンパラサイトの基本ルールから約8年が経過しており、パーソナリティでは旧版時代の登場人物たちの成長した姿も見られる。
主な変更点として、プレイヤー達が所属する組織が変わったことが挙げられる。
5年前の世界同時群発地震、「目覚めの日（ザ・デイ・オブ・ジ・アウェイクン）」通称「ザ・デイ」をターニングポイントに、悪魔憑きの数が急増し、また既存の悪魔憑きの多くはその性質を変容させ、世界の混乱は加速することとなった。この事態に、NGOセラフィムは国連に掛け合い、（未確認生命体処理部隊）通称"DUST"が誕生することとなった。パラサイトブラッドにおいて、プレイヤー達はこのDUSTに所属することとなる。
『デモンパラサイト』時代に散々ネタにされた要素、「全裸焼肉」などはいまだ健在である。

## 共生生物
パラサイトブラッドでは、前述の「ザ・デイ」を境目に既存の悪魔寄生体のほとんどがその性質を変えている（ゲーム的なデータが更新されている）。
北沢慶によると、コンバート作業を行うことにより旧版のデータとの併用も可能とのこと。
基本ルールに掲載されているのは以下の十種類。デモンパラサイトの基本ルールにおけるファランクスとショーテルの替わりにセルティスとジャベリンが入り、更にアルバレストとバルディッシュが追加された。また、キャラクター作成時の悪魔化時の外見によって衣服の破損度をある程度変更できるようになり、クレイモアやヴォージェでも全裸にならずに済むことがある。
セルティス
万能白兵型（人間専用）。パラサイトブラッドにて追加された新しい共生生物。
粒子を操って物質を生成したり、炎、氷、雷といった属性攻撃を行う。また加速能力を有しており、高速移動が可能。
周囲の砂や砂鉄からライダースーツを思わせる流麗な外骨格を形成する。衣服は全く破れないが、変身解除すると周囲に砂粒がこぼれる。
名前の由来は古代ローマで使われていた戦斧の一種、セルティスから。
ジャベリン
超常戦闘型（動物専用）。パラサイトブラッドから追加された新しい共生生物。体内で生み出した特殊な毒素による攻撃や妨害を得意とする。
寄生された動物は人間並みの知能を得ると共に、ショーテルと同様、人間への擬態能力も持つ。
ショーテルの擬態能力が《悪魔化》による物だったのに対し、ジャベリンのそれは《特殊能力》によるものである。
変身すると基となる動物の姿から巨大化し、棘や突起が生えた攻撃的な姿となる（同じ動物専用寄生体のバルディッシュに近い）。
名前の由来は投擲用の槍、ジャベリンから。
クレイモア 
バランス型（人間専用）。熱や炎を操る共生生物。変身後は硬化した皮膚や突起物を生やした、悪魔的な姿となる。
変身による衣服の影響は全損。
名前の由来はスコットランドのハイランダーが用いていた両手剣、クレイモア。
ヴォージェ
攻撃型（人間専用）野獣のごとき怪力を誇る。変身後は巨大な獣人の姿になる。
変身によってかなり体格が大きくなるため、大抵の場合衣服は全損する。
名前の由来はスイス製の斧槍、ヴォージェ。
ブリガンダイン
防御型（人間専用）。冷気や氷を操る。
体液を分泌・氷結させて西洋鎧のような外骨格を纏うので変身しても衣服は破けないが、体液でぐっしょりと濡れてしまう。
名前の由来は裏地に金属を用いた鎧、ブリガンダイン。
アルバレスト
射撃型（人間専用）。ブリガンダインの亜種で、射撃戦闘を得意とする。風を操り空を翔けることもできる。
ブリガンダインをよりスリム且つタイトにしたような外骨格を纏う。
ブリガンダインと同じく衣服は体液でぐっしょりと濡れてしまう。
名前の由来は弓の弦に鉄を使った大型のクロスボウ、アーバレスト。
バルディッシュ
変異型（動物専用）肉弾戦に強く電撃も操る。変身後は剛毛や外骨格に覆われて巨大化する。
他の動物専用の共生生物とは違い人間への擬態能力は無いが、同じように人間並みの知能を持ち、テレパシーを用いたコミュニケーションが可能。
名前の由来は三日月状の刃を持つ長柄の斧、バルディッシュ。
カラドボルグ
特殊攻撃型。クレイモアの亜種であり、電撃を操った遠距離攻撃を得意とする。
変身するとクレイモアと同じく硬化した皮膚や突起物を生やした悪魔的な姿となるが、こちらの方がよりシャープ。
また、各所に水晶体のような放電器官が表れる。
変身による衣服の損傷は袖口が破れる程度。
名前の由来はケルト神話の魔剣、カラドボルグ。共生生物には珍しく架空の武器名を由来とする。
モリオン
支援、回復型。光を操る共生生物。癒しの能力を持つ。変身後は白を基調とした流麗な外骨格を纏い、翼が生える（天使のイメージ）。
変身による衣服の損傷は袖口が破れる程度。
名前の由来はフランス製の鉄兜、モリオン。
ウォーコイト
記憶操作、思念操作型。磁力や他人を操り、感情や記憶を操作する特殊能力も持つ。変身後は昆虫のような姿になる。
変身による衣服の損傷は袖口が破れる程度。
名前の由来は金属製の投げ輪。ウォーコイトよりチャクラムの名の方が知名度が高い。

## 製品一覧

### ルールブック・サプリメント
パラサイトブラッドRPG ルールブック
基本ルールブック。2010年に新紀元社から発売。ISBN 978-4-7753-0830-1。
パラサイトブラッドRPG　上級ルールブック
2010年に新紀元社から発売。ISBN 978-4-7753-0860-8。
ダーククロニクル
2011年に新紀元社から発売。ISBN 978-4-7753-0884-4。
スティールハート
2011年に新紀元社から発売。ISBN 978-4-7753-0918-6。

### リプレイ
富士見ドラゴンブック
Bite The Dust!－バイツァダスト－シリーズ 著者：力造/グループSNE 監修：北沢慶 イラスト：新井テル子

- Bite The Dust!－バイツァダスト－(1) ISBN 978-4-8291-4589-0
- Bite The Dust!－バイツァダスト－(2) ISBN 978-4-8291-4589-0

Role＆Roll Books
人形が微笑む街 著者：片山泰宏/グループSNE 監修：北沢慶 イラスト：新井テル子
ISBN 978-4-7753-0907-0
ドラゴン悪魔憑き小隊忍法帖! 著者：北沢慶・力造/グループSNE イラスト：新井テル子 、緒方剛志、しずまよしのり、洋武
ISBN 978-4-7753-0952-0

### 小説
小悪魔ストライカーズ! 著者：片山泰宏/グループSNE 監修：北沢慶 イラスト：柏餅よもぎ
ごく普通の高校生が悪魔憑きに襲われたことをきっかけに自らも悪魔憑きであったことを知り、女性だらけのDUST小隊の隊長として奮戦する姿を描いた小説。富士見ドラゴンブックから発売。
- 小悪魔ストライカーズ! (1) ISBN 978-4-8291-4589-0
- 小悪魔ストライカーズ! (2) ISBN 978-4-8291-4604-0